# Olympische Winterspiele 2022/Teilnehmer (Spanien)
| Gelbes Symbol für Goldmedaillen mit stilisierten Olympischen Ringen | Graues Symbol für Silbermedaillen mit stilisierten Olympischen Ringen | Braundes Symbol für Bronzemedaillen mit stilisierten Olympischen Ringen |
| ------------------------------------------------------------------- | --------------------------------------------------------------------- | ----------------------------------------------------------------------- |
| —                                                                   | 1                                                                     | —                                                                       |

Spanien nahm an den Olympischen Winterspielen 2022 in Peking mit 14 Athleten, davon zehn Männer und vier Frauen, in sechs Sportarten teil. Es war die  21. Teilnahme des Landes an Olympischen Winterspielen.

## Medaillen

### Medaillenspiegel
| Rang   | Sportart  | Gold | Silber | Bronze | Gesamt |
| ------ | --------- | ---- | ------ | ------ | ------ |
| 1      | Snowboard | –    | 1      | –      | 1      |
| Gesamt | Gesamt    | 0    | 1      | 0      | 1      |

### Medaillengewinner
| Name/n            | Sportart  | Wettkampf |
| ----------------- | --------- | --------- |
| Silber            |           |           |
| Queralt Castellet | Snowboard | Halfpipe  |

## Teilnehmer nach Sportarten

### Eiskunstlauf
| Athleten                     | Wettbewerbe | Kurzprogramm/ Rhythmustanz | Kurzprogramm/ Rhythmustanz | Kür/ Kürtanz | Kür/ Kürtanz | Gesamt | Gesamt |
| Athleten                     | Wettbewerbe | Punkte                     | Rang                       | Punkte       | Rang         | Punkte | Rang   |
| ---------------------------- | ----------- | -------------------------- | -------------------------- | ------------ | ------------ | ------ | ------ |
| Mixed                        |             |                            |                            |              |              |        |        |
| Olivia Smart Adrián Díaz     | Eistanz     | 77,70                      | 9                          | 121,41       | 6            | 199,11 | 8      |
| Laura Barquero Marco Zandron | Paarlauf    | 63,34                      | 11                         | 118,02       | 11           | 181,36 | 11     |

### Freestyle-Skiing
| Athleten        | Wettbewerbe | Qualifikation | Qualifikation | Finale        | Finale        | Rang          |
| Athleten        | Wettbewerbe | Punkte        | Rang          | Punkte        | Rang          | Rang          |
| --------------- | ----------- | ------------- | ------------- | ------------- | ------------- | ------------- |
| Männer          |             |               |               |               |               |               |
| Javier Lliso    | Big Air     | 170,75        | 9             | 171,50        | 6             | 6             |
| Javier Lliso    | Slopestyle  | 69,16         | 14            | ausgeschieden | ausgeschieden | ausgeschieden |
| Thibault Magnin | Big Air     | 79,75         | 28            | ausgeschieden | ausgeschieden | ausgeschieden |
| Thibault Magnin | Slopestyle  | 33,06         | 29            | ausgeschieden | ausgeschieden | ausgeschieden |

### Skeleton
| Athlet          | Wettbewerbe | Lauf 1      | Lauf 1 | Lauf 2      | Lauf 2 | Lauf 3      | Lauf 3 | Lauf 4        | Lauf 4        | Gesamt      | Gesamt |
| Athlet          | Wettbewerbe | Zeit        | Rang   | Zeit        | Rang   | Zeit        | Rang   | Zeit          | Rang          | Zeit        | Rang   |
| --------------- | ----------- | ----------- | ------ | ----------- | ------ | ----------- | ------ | ------------- | ------------- | ----------- | ------ |
| Männer          |             |             |        |             |        |             |        |               |               |             |        |
| Ander Mirambell | Einzel      | 1:02,45 min | 23     | 1:03,36 min | 25     | 1:02,34 min | 24     | ausgeschieden | ausgeschieden | 3:08,15 min | 24     |

### Ski Alpin
| Athleten         | Wettbewerbe  | 1. Lauf     | 1. Lauf | 2. Lauf       | 2. Lauf       | Gesamt        | Gesamt        |
| Athleten         | Wettbewerbe  | Zeit        | Rang    | Zeit          | Rang          | Zeit          | Rang          |
| ---------------- | ------------ | ----------- | ------- | ------------- | ------------- | ------------- | ------------- |
| Frauen           |              |             |         |               |               |               |               |
| Núria Pau        | Riesenslalom | 1:04,19 min | 40      | DNF           | DNF           | ausgeschieden | ausgeschieden |
| Männer           |              |             |         |               |               |               |               |
| Adur Etxezarreta | Abfahrt      | —           | —       | —             | —             | 1:44,12 min   | 17            |
| Adur Etxezarreta | Super-G      | —           | —       | —             | —             | DNF           | DNF           |
| Joaquim Salarich | Slalom       | DNF         | DNF     | ausgeschieden | ausgeschieden | ausgeschieden | ausgeschieden |

### Skilanglauf
| Athleten    | Wettbewerbe       | Zeit        | Rang |
| ----------- | ----------------- | ----------- | ---- |
| Männer      |                   |             |      |
| Imanol Rojo | 15 km Klassisch   | 41:24,2 min | 39   |
| Imanol Rojo | 30 km Skiathlon   | 1:21:09,2 h | 21   |
| Imanol Rojo | 50 km Freier Stil | 1:14:50,5 h | 21   |

| Athleten    | Wettbewerbe | Qualifikation | Qualifikation | Viertelfinale | Viertelfinale | Halbfinale    | Halbfinale    | Finale        | Finale        | Rang |
| Athleten    | Wettbewerbe | Zeit          | Rang          | Zeit          | Rang          | Zeit          | Rang          | Zeit          | Rang          | Rang |
| ----------- | ----------- | ------------- | ------------- | ------------- | ------------- | ------------- | ------------- | ------------- | ------------- | ---- |
| Männer      |             |               |               |               |               |               |               |               |               |      |
| Jaume Pueyo | Sprint      | 2:55,76 min   | 37            | ausgeschieden | ausgeschieden | ausgeschieden | ausgeschieden | ausgeschieden | ausgeschieden | 37   |

### Snowboard
| Athleten          | Wettbewerbe | Qualifikation | Qualifikation | Finale | Finale | Rang   |
| Athleten          | Wettbewerbe | Punkte        | Rang          | Punkte | Rang   | Rang   |
| ----------------- | ----------- | ------------- | ------------- | ------ | ------ | ------ |
| Frauen            |             |               |               |        |        |        |
| Queralt Castellet | Halfpipe    | 78,75         | 4             | 90,25  | 2      | Silber |

| Athleten      | Wettbewerbe    | Qualifikation | Qualifikation | Achtelfinale | Achtelfinale | Viertelfinale | Viertelfinale | Halbfinale | Halbfinale | Finale A/B  | Finale A/B  | Rang |
| Athleten      | Wettbewerbe    | Zeit          | Rang          | Rang         | Rang         | Rang          | Rang          | Rang       | Rang       | Rang        | Rang        | Rang |
| ------------- | -------------- | ------------- | ------------- | ------------ | ------------ | ------------- | ------------- | ---------- | ---------- | ----------- | ----------- | ---- |
| Männer        |                |               |               |              |              |               |               |            |            |             |             |      |
| Lucas Eguibar | Snowboardcross | 1:18,73 min   | 21            | 2            | 2            | 2             | 2             | 4          | 4          | B-Finale: 3 | B-Finale: 3 | 7    |